# دينامو بانتشيفو
دينامو بانتشيفو (بالصربية: ФК Динамо 1945)‏ هو نادي كرة قدم صربي تأسس عام 1945، يقع مقره الرئيسي في بانتشيفو، ويلعب في دوري فويفودينا شرق [الإنجليزية].